# Na terapiji (słoweński serial telewizyjny)
Na terapiji (pol. W terapii) – słoweński psychologiczny serial telewizyjny, liczący 45 odcinków i emitowany premierowo od 26 września do 25 listopada 2011 na antenie stacji POP BRIO. Stanowi adaptację pierwszego sezonu izraelskiego serialu BeTipul, którego polską wersją jest Bez tajemnic. W głównej roli psychoterapeuty wystąpił Igor Samobor, zaś reżyserem serialu był Nejc Pohar.

## Obsada
- Igor Samobor jako Roman
- Jana Zupančič jako Maša
- Marko Mandić jako Matej
- Nika Manevski jako Zarja
- Maša Derganc jako Dana
- Dejan Spasič jako Aleš
- Silva Čušin jako Ema
- Nataša Burger jako Majda